# Bojli

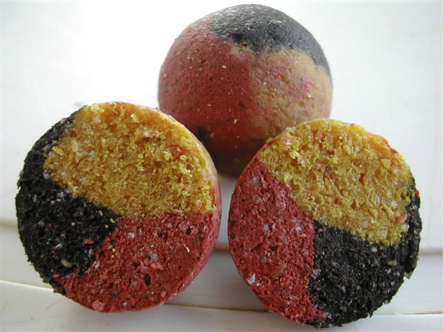
Bojlik

A bojli egy speciális horgászcsali, amelyet elsősorban nagyobb méretű halak fogására használnak.

## Mérete
Formáját tekintve többnyire gömbformájú. Átmérőjét tekintve indul 8 mm-től, és kereskedelmi forgalomban elérhető 26-30 mm-es méretben is. Speciális kapitális halak horgászata során akár 40 mm-es vagy a fölötti méretűeket is használnak.

## Összetevői
Anyagának fontosabb összetevői: tojás, halliszt, szemes takarmány jellegű lisztek: rozs, kukorica...-, apró magvak és ízesítés. Ízesítés tekintetében édes és büdös ízek a népszerűek: édes ízben mindenféle gyümölcsíz: banán, ananász, barack, eper..., vagy fantázia nevű pl. scopex, a "büdös" ízvilágból: halas, fűszeres, kagylós, rákos az ismertek. Színezés tekintetében változó.

## Fajtái
A bojlik speciális formája a "pop-up", amely vízbe dobva lebeg a vízben. Ezt önállóban vagy a "normál"  süllyedő bojlival vegyesen kínáljak a halak számára, annak érdekében, hogy a medertől felemelkedjen a csali, így nagyobb eséllyel találják meg a halak, ezt elsősorban iszapos mederfenéknél használják.

## Csalizás
A horgász egy úgynevezett bojlis fűzőtűre felböki a kívánt sorrendben a bojlit/bojlikat, majd a horgon lévő előkére húzza. Az előkére felfűzött csalit bojli stopperrel ütközteti. Innentől a szokott módon zajlik a horgászat.

## Felhasználása
A bojlis horgászat kapcsán elsősorban ponty, amur, esetleg harcsa halak kifogása a célzott.

## Vízterület
Édesvízi horgászatnál használatos csali. Bármely vízterületen használható, de a bojlis horgászatra egyre több vízterület specializálódott és úgynevezett bojlis tóként üzemelnek. Ezeken a tavakon a tudatos telepítéseknek köszönhetően nagy esély nyílik nagyméretű halak kifogására. Viszont amely megkülönbözteti a hagyományos horgászattól, hogy a kifogást követően a hal gondos bánásmód mellett visszanyeri életterét, elengedésre kerül, divatos angol kifejezéssel: Catch and Release (=megfog és elenged).